# HEAVENLY SKY
「HEAVENLY SKY」（ヘヴンリー・スカイ）は1992年7月17日に発売された崎谷健次郎の通算13枚目のシングル。「終らないTANGO」（おわらない・タンゴ）をカップリング曲に収録している。

## 解説
- 崎谷健次郎のシングルの中で、本作は崎谷自身が作詞・作曲・編曲・プロデュースを初めて全編で手がけたものである。
- 「詞は」「情熱的。」「ストレートなラブソング」で、「ポップとはいっても、…途中でハウスミュージックのエッセンスが、ちらっと見え隠れしていたり、最後の最後で、インド音楽風なアレンジ」[2] の曲。
- CDジャケットは、初めて崎谷が髪を振り乱した写真が採用されている[2][3]。表面はオーシャン・ブルーのシャツを着たサングラス姿の崎谷が仰ぐ、空に見立てた印象的なセルリアン・ブルーの煌びやかな背景は見事に「ヘヴンリー・スカイ」を表現している。また、裏面のモーヴとヴァイオレットの鮮やかな背景と対を成している。

アート・ディレクションは奥村靫正で、長年に亘ってイエロー・マジック・オーケストラ（Y.M.O.）、大瀧詠一らを担当している。デザインは、栗林和生、水谷健。所属するTHE STUDIO TOKYO JAPAN,Ink.は、奥村の設立したデザイン事務所である。フォトグラフィは、鍋島成泰である。
- 全曲のコンピューター・プログラミング、キーボード、ボーカル、コーラスは、崎谷健次郎。
- 全曲のシンセ・オペレーターは、崎谷・北城浩志。

1. HEAVENLY SKY
  - 『ショウアップナイター』（ニッポン放送、1992年）イメージソング。
  - Vシネマ『ファーストラン〜風を抱きしめて〜』（ポニーキャニオン、1992年、監督：大久保邦孝、主演：C.C.ガールズ）主題歌。
  - 音楽雑誌『GUITAR BOOK』第15巻第9号付録『SONG BOOK（SB）』「SINGLES」（ソニー・マガジンズ1992年9月1日発行）には楽譜が掲載されている。
  - 7th.アルバム『HOLIDAYS』にはストリングスを中心にした編曲バージョンを収録している。
  - 3rd.ベストアルバム『崎谷健次郎 BEST COLLECTION』にはシングルバージョンが収録されている。
  - 5th.インストゥルメンタルアルバム『Summer Afternoon 〜backtrack & piano〜』にはバッキングトラックピアノバージョンが収録されている。
  - ギターは是永巧一。ストリングスは斎藤ネコグループ、ストリングスコンダクターは崎谷健次郎。
2. 終らないTANGO
  - 一夏の刹那的恋愛を綴ったラテン調ポップソング。
  - オリジナルアルバム未収録曲。

## 収録曲
1. HEAVENLY SKY
作詞 / 作曲 / 編曲：崎谷健次郎
2. 終らないTANGO
作詞 / 作曲 / 編曲：崎谷健次郎
3. HEAVENLY SKY(original karaoke)
作曲 / 編曲：崎谷健次郎